# Otto Heckmann
Pour les articles homonymes, voir Heckmann.
Otto Hermann Leopold Heckmann (23 juin 1901 - 13 mai 1983) est un astronome allemand.

## Biographie
Il naît en 1901 à Opladen, de nos jours dans la banlieue de Leverkusen en Rhénanie-du-Nord-Westphalie. Il étudie à l'université de Bonn où il obtient un doctorat en astronomie en 1925.
Il débute sous la direction de Friedrich Küstner à Bonn, puis en 1927 à l'observatoire de Göttingen dont il devient le directeur. En 1941 il quitte ce poste pour prendre la direction de l'observatoire de Hambourg jusqu'en 1962. De 1962 à 1969, il est directeur de l'Observatoire européen austral et, de 1967 à 1970, il est président de l'Union astronomique internationale.
Il contribue activement au troisième catalogue AGK (Astronomische Gesellschaft Katalog—Catalogue de la Société d'astronomie en allemand), catalogue de 180 000 étoiles spécialisé dans la nomenclature de leurs mouvements propres. Il effectue aussi des contributions dans le domaine de la cosmologie basé sur les fondations de la relativité générale et écrit un livre sur la cosmologie, Theorien der Kosmologie.

## Distinctions et récompenses
- médaille James-Craig-Watson en 1961
- médaille Bruce en 1964.
- L'astéroïde (1650) Heckmann a été nommé en son honneur.

### Notices nécrologiques
- (de) MitAG 60 (1983) 9, von H.H. Voigt
- (en) QJRAS 25 (1984) 374, W. Fricke